# الشرف (ذمار)
الشرف هي إحدى قرى الجمهورية اليمنية. وهي تتبع جغرافيًا لمحافظة ذمار. وإداريًا لمديرية عتمة. يبلغ تعداد سكانها 1049 نسمة حسب الإحصاء الذي جرى عام 2004.